# Торрейра
Торрейра (порт. Torreira)  —  район (фрегезия) в Португалии,  входит в округ Авейру. Является составной частью муниципалитета  Муртоза. Находится в составе крупной городской агломерации Большое Авейру. По старому административному делению входил в провинцию Бейра-Литорал. Входит в экономико-статистический  субрегион Байшу-Воуга, который входит в Центральный регион. Население составляет 2495 человек. Занимает площадь 32,09 км².
Покровителем района считается 8-де-Сетембру (порт. 8 de Setembro). 